# 하라 세이
하라 세이(原 聖, 5월 12일 ~ )는 일본의 성우로, 가나가와현 출신이며, 에이스 기획 소속다.